# Chalk’s International Airlines
Chalk’s International Airlines (früher Chalk’s Ocean Airways) wurde 1919 von Arthur B Chalk gegründet und war bis zum 30. September 2007 die älteste noch existierende Fluggesellschaft in den Vereinigten Staaten. Zu diesem Zeitpunkt lag der Hauptsitz der Airline in Miami, bevor dieser kurze Zeit später, im Jahr 1926, auf die Landzunge Watson Island verlegt wurde.

## Flugbetrieb
Bis zur Einstellung des Flugbetriebes machten mehr als 50 % der Passagiere Touristen aus, die zu sonnigen Stränden und Spielerparadiesen geflogen wurden. So gehörten neben den Bahamas auch Ziele wie Paradise Island zu den wichtigsten Zielen der Gesellschaft.
Nach den Terroranschlägen im Jahr 2001 wurden allerdings Wasserstarts und -landungen verboten, womit Chalk’s Ocean Airways gezwungen war, auf dem Flughafen Fort Lauderdale eine Basis zu errichten. Im September 2005 konnte Chalk’s Ocean Airways wieder den Wasserflugbetrieb von Miami aus aufnehmen.
15 Piloten flogen vier Grumman G-73T Turbo Mallards.
Zudem waren noch zwei Saab 340A mit entsprechender Pilotenanzahl im Einsatz.
Das US-Verkehrsministerium widerrief die Betreiberlizenz am 30. September 2007.
Chalk’s behauptete, zu den ältesten kontinuierlich betriebenen Fluggesellschaften der Welt zu gehören: Begonnen mit Aufnahme des Flugbetriebes 1917 und der Aufnahme von Linienflügen im Februar 1919, unterbrach die Gesellschaft den Flugbetrieb nur für drei Jahre während des Zweiten Weltkriegs, zwei Tage während des Hurrikans Andrew 1992 und elf Monate wegen des Unfalls am 19. Dezember 2005. Der Titel der ältesten kontinuierlich betriebenen Fluggesellschaft wird in der Regel der KLM aus den Niederlanden zugesprochen.

## Flotte
(Stand: März 2007)
- 5 Grumman G-73 Mallard
- 2 Saab 340A

## Zwischenfälle
Chalk‘s Ocean Airways hatte im Laufe ihres Betriebes einen schwerwiegenden Flugzeugverlust erlitten, der zeitgleich den Untergang der Fluggesellschaft einleitete (siehe auch Chalk’s-Ocean-Airways-Flug 101).
- Am 19. Dezember 2005 stürzte eine Grumman G-73T Turbo Mallards der Chalk’s International Airlines (N2969) (Baujahr 1947) aufgrund unzulänglicher Wartung und mangelnder Aufsicht seitens der FAA durch Abbruch einer Tragfläche auf dem Weg in die Bahamas in der Nähe von Miami Beach ins Wasser. Bei dem Unfall kamen zwei Besatzungsmitglieder und 18 Passagiere ums Leben.[1]